# Super Aguri SA08
Der Super Aguri SA08 war der Formel-1-Rennwagen von Super Aguri für die Formel-1-Weltmeisterschaft 2008. Er nahm an den ersten 4 der 18 Rennen dieser Saison teil.

## Technik und Entwicklung
Der SA08 basierte auf einem überarbeiteten Chassis des Honda RA107, der von Honda Racing mit wenig Erfolg in der Formel-1-Weltmeisterschaft 2007 eingesetzt worden war. Der Motor wurde ebenfalls von Honda bereitgestellt, die Bereifung kam von Bridgestone.

## Lackierung und Sponsoring
Die Grundlackierung war Weiß mit zahlreichen roten Farbakzenten. Auf dem Fahrzeug waren Sponsorenaufkleber von Honda und Bridgestone angebracht.

## Fahrer
Die Fahrerpaarung blieb zum Vorjahr unverändert. An den Start gingen Takuma Satō sowie Anthony Davidson. Als Testfahrer wurde James Rossiter genannt.

## Saison 2008
Seit dem Sommer 2007 hatte Super Aguri große finanzielle Probleme, da der Sponsor SS United kein Geld mehr zur Verfügung stellte. Es stand lange Zeit nicht fest, ob das Team überhaupt zur Saison 2008 antreten könne. Honda ermöglichte dem Team einen Start beim Großen Preis von Australien. Wegen der knappen Finanzmittel hatte das Team jedoch nur wenige Testkilometer fahren können, sodass man nicht konkurrenzfähig war.
Der Saisonauftakt in Australien lief nicht gut für Super Aguri, beide Piloten schieden aus. Beim folgenden Rennen in Malaysia erreichte Davidson auf Position 15 das Ziel, gefolgt von seinem Teamkollegen Satō. Mit diesen Platzierungen war das Team zufrieden. Auch beim dritten Saisonlauf kamen beide Piloten ins Ziel. Die finanzielle Situation hatte sich indes jedoch nicht verbessert. Anstrengungen, neue Investoren zu finden, waren zwischenzeitlich fehlgeschlagen. Nachdem die Verhandlungen mit dem aussichtsreichsten Investor Magma gescheitert waren, wurde ein Start zum Großen Preis von Spanien infrage gestellt. Letzten Endes startete das Team doch und man erreichte mit einem 13. Platz von Satō das bis dato beste Ergebnis der Saison.
Beim Großen Preis der Türkei ging Super Aguri nicht mehr an den Start. Dem Team wurde die Zufahrt zum Fahrerlager untersagt, da Zweifel bestanden, ob die Fahrzeuge überhaupt würden starten können. Infolgedessen gab das Team den Ausstieg aus der Formel-1-Weltmeisterschaft bekannt.

## Ergebnisse
| Fahrer               | Nr.                  | 1   | 2  | 3  | 4   | 5 | 6 | 7 | 8 | 9 | 10 | 11 | 12 | 13 | 14 | 15 | 16 | 17 | 18 | Punkte | Rang |
| -------------------- | -------------------- | --- | -- | -- | --- | - | - | - | - | - | -- | -- | -- | -- | -- | -- | -- | -- | -- | ------ | ---- |
| Formel-1-Saison 2008 | Formel-1-Saison 2008 |     |    |    |     |   |   |   |   |   |    |    |    |    |    |    |    |    |    | —      | 11.  |
| T. Satō              | 18                   | DNF | 16 | 17 | 13  |   |   |   |   |   |    |    |    |    |    |    |    |    |    | —      | 11.  |
| A. Davidson          | 19                   | DNF | 15 | 16 | DNF |   |   |   |   |   |    |    |    |    |    |    |    |    |    | —      | 11.  |

| Legende  | Legende            | Legende                                                          |
| Farbe    | Abkürzung          | Bedeutung                                                        |
| -------- | ------------------ | ---------------------------------------------------------------- |
| Gold     | –                  | Sieg                                                             |
| Silber   | –                  | 2. Platz                                                         |
| Bronze   | –                  | 3. Platz                                                         |
| Grün     | –                  | Platzierung in den Punkten                                       |
| Blau     | –                  | Klassifiziert außerhalb der Punkteränge                          |
| Violett  | DNF                | Rennen nicht beendet (did not finish)                            |
| Violett  | NC                 | nicht klassifiziert (not classified)                             |
| Rot      | DNQ                | nicht qualifiziert (did not qualify)                             |
| Rot      | DNPQ               | in Vorqualifikation gescheitert (did not pre-qualify)            |
| Schwarz  | DSQ                | disqualifiziert (disqualified)                                   |
| Weiß     | DNS                | nicht am Start (did not start)                                   |
| Weiß     | WD                 | zurückgezogen (withdrawn)                                        |
| Hellblau | PO                 | nur am Training teilgenommen (practiced only)                    |
| Hellblau | TD                 | Freitags-Testfahrer (test driver)                                |
| ohne     | DNP                | nicht am Training teilgenommen (did not practice)                |
| ohne     | INJ                | verletzt oder krank (injured)                                    |
| ohne     | EX                 | ausgeschlossen (excluded)                                        |
| ohne     | DNA                | nicht erschienen (did not arrive)                                |
| ohne     | C                  | Rennen abgesagt (cancelled)                                      |
| ohne     | keine WM-Teilnahme |                                                                  |
| sonstige | P/fett             | Pole-Position                                                    |
| sonstige | 1/2/3/4/5/6/7/8    | Punktplatzierung im Sprint-/Qualifikationsrennen                 |
| sonstige | SR/kursiv          | Schnellste Rennrunde                                             |
| sonstige | *                  | nicht im Ziel, aufgrund der zurückgelegten Distanz aber gewertet |
| sonstige | ()                 | Streichresultate                                                 |
| sonstige | unterstrichen      | Führender in der Gesamtwertung                                   |